# Finał Pucharu Polski w piłce nożnej 1998
Finał Pucharu Polski w piłce nożnej 1998 – mecz piłkarski kończący rozgrywki Pucharu Polski 1997/1998 oraz mający na celu wyłonienie triumfatora tych rozgrywek, który został rozegrany 13 czerwca 1998 roku na Stadionie Miejskim w Poznaniu pomiędzy Amicą Wronki a Aluminium Konin. Po zwycięstwie po dogrywce 5:3 trofeum po raz 1. wywalczyła Amica Wronki, która uzyskała tym samym prawo gry w kwalifikacjach Pucharu Zdobywców Pucharów 1998/1999.

## Tło
W sezonie 1997/1998 Amica Wronki występowała w pierwszej lidze, zaś Aluminium Konin w drugiej. Amica zajęła w lidze siódme miejsce, a Aluminium zajęło drugie miejsce w tabeli grupy zachodniej, ulegając jedynie Ruchowi Radzionków. W owym czasie sponsorowany przez lokalną hutę klub z Konina był dobrze sytuowany finansowo, a jego zawodnikami byli m.in. Artur Bugaj, Andrzej Jaskot i Piotr Czachowski.
Amica grę w Pucharze Polski rozpoczęła od 1/16 finału, pokonując wówczas na wyjeździe 3:1 po dogrywce Pogoń Świebodzin. W 1/8 finału wronieccy zawodnicy pokonali u siebie obrońcę trofeum, Legię Warszawa 3:0. W ćwierćfinale Amica wygrała na wyjeździe 2:1 z GKS Bełchatów po dogrywce, a w półfinale także po dogrywce wygrała 3:1 z Górnikiem Zabrze. Aluminium natomiast rozpoczęło grę w Pucharze Polski od drugiej rundy, odnosząc wówczas wyjazdowe zwycięstwo 3:0 nad Chemikiem Bydgoszcz. W trzeciej rundzie piłkarze klubu pokonali na wyjeździe 4:1 Flotę Świnoujście, a w 1/16 finału ograli w Koninie 2:0 Wisłę Kraków. 1/8 finału zakończyła się domowym zwycięstwem 2:1 nad Odrą Wodzisław Śląski, a w ćwierćfinale piłkarze z Konina wygrali u siebie 1:0 z GKS Katowice. W półfinale Aluminium rozegrało u siebie spotkanie z Polonią Warszawa, w którym padł remis 0:0, a w rzutach karnych triumfowali gospodarze 7–6.

## Mecz
Mecz finałowy odbył się 13 czerwca 1998 roku o godzinie 17:30 na Stadionie Miejskim w Poznaniu. Sędzią głównym spotkania był Marek Kowalczyk. Na początku spotkania przewagę uzyskali gracze Aluminium, a w 17. minucie pierwszą bramkę zdobył Tomasz Wojciechowski. Następnie sędzia nie podyktował rzutu karnego za faul na Andrzeju Jaskocie. W 33. minucie na 2:0 podwyższył Piotr Czachowski, a dwie minuty później pierwszą bramkę dla Amiki zdobył Andrzej Przerada. Następnie Kowalczyk rozpoczął sędziowanie na niekorzyść Aluminium, m.in. karząc graczy klubu kontrowersyjnymi żółtymi kartkami. W 44. minucie, po faulu Damiana Augustyniaka na Radosławie Bilińskim, rzut karny wykorzystał Paweł Kryszałowicz, strzelając na 2:2. Do przerwy wynik nie zmienił się.
Konińscy piłkarze, odnosząc wrażenie, iż mecz jest niesprawiedliwie sędziowany, w przerwie odmówili wyjścia na drugą połowę. W związku z tym przerwa w meczu wydłużyła się. W 2009 roku Paweł Kryszałowicz powiedział, że według jego wiedzy piłkarze Amiki i Aluminium w przerwie licytowali się o kupno meczu, jednak Andrzej Jaskot w wywiadzie dla TVP Sport stanowczo odrzucił taką wersję.
W 75. minucie meczu po składnej akcji na 3:2 dla Aluminium gola zdobył Artur Bugaj. W 78. minucie spotkania drugą żółtą i w konsekwencji czerwoną kartką został ukarany Andrzej Jaskot za to, że nie odsunął się na przepisową odległość w momencie wykonywania rzutu wolnego przez Amikę. W 88. minucie Amica wyrównała wynik za sprawą bramki Dariusza Jackiewicza. W dogrywce dwa gole dla Amiki zdobyli Tomasz Sokołowski II i Grzegorz Król i spotkanie zakończyło się wynikiem 5:3.

## Szczegóły meczu
| 13 czerwca 1998 17:30 | Amica Wronki · Przerada 35' · Kryszałowicz 44' (k.) · Jackiewicz 88' · Sokołowski II 98' · Król 116' | 5:3 (Dogrywka)2:2, 3:3Raport | Aluminium Konin · 17' Wojciechowski · 33' Czachowski · 75' Bugaj | Stadion Miejski, Poznań Widzów: 10 000 Sędzia: Marek Kowalczyk (Lublin) |
|                       | |                              |                                                                  |                                                                         |

| BR                   |  | Jarosław Stróżyński  |              |      |
| OB                   |  | Marek Bajor          | Żółta kartka | 103' |
| OB                   |  | Zbigniew Małachowski |              |      |
| OB                   |  | Mirosław Siara       |              |      |
| OB                   |  | Andrzej Przerada     |              |      |
| PO                   |  | Grzegorz Motyka      |              | 75'  |
| PO                   |  | Dariusz Jackiewicz   |              |      |
| PO                   |  | Radosław Biliński    |              |      |
| PO                   |  | Tomasz Sokołowski II |              |      |
| NA                   |  | Paweł Kryszałowicz   |              |      |
| NA                   |  | Remigiusz Sobociński |              | 55'  |
| Zmiany:              |  |                      |              |      |
| NA                   |  | Grzegorz Król        |              | 55'  |
| PO                   |  | Sławomir Maciuszek   |              | 75'  |
| OB                   |  | Ireneusz Kościelniak |              | 103' |
| Trener:              |  |                      |              |      |
| Wojciech Wąsikiewicz |  |                      |              |      |

| BR            |  | Adam Piekutowski     |              |      |
| OB            |  | Artur Gajewski       | Żółta kartka | 101' |
| OB            |  | Robert Kolasa        | Żółta kartka |      |
| OB            |  | Jacek Pieniążek      |              |      |
| OB            |  | Artur Kościuk        |              |      |
| PO            |  | Tomasz Wojciechowski |              | 87'  |
| PO            |  | Piotr Czachowski     |              |      |
| PO            |  | Damian Augustyniak   | Żółta kartka |      |
| PO            |  | Tomasz Oleszek       | Żółta kartka | 83'  |
| NA            |  | Artur Bugaj          | Żółta kartka |      |
| NA            |  | Andrzej Jaskot       | 78'          |      |
| Zmiany:       |  |                      |              |      |
| OB            |  | Robert Górski        |              | 83'  |
| PO            |  | Grzegorz Kolisz      |              | 87'  |
| NA            |  | Artur Majewski       |              | 101' |
| Trener:       |  |                      |              |      |
| Jerzy Kasalik |  |                      |              |      |

## Po meczu
Nieobiektywne sędziowanie w trakcie meczu zarzucali Kowalczykowi komentatorzy – Janusz Basałaj i Edward Durda, a po meczu m.in. trenerzy Adam Topolski i Janusz Białek, działacze: Bolesław Krzyżostaniak i Edward Potok oraz wojewodowie: Stanisław Tamm, Maciej Musiał i Ireneusz Michalak. Z drugiej strony Michał Listkiewicz stwierdził, iż sędzia miał „gorszy dzień”, ale odparł zarzuty, jakoby spotkanie było rozegrane w sposób nieuczciwy. Trener Aluminium Jerzy Kasalik pochwalił swoich piłkarzy oraz wypowiadał się krytycznie na temat pracy sędziego. Mimo to obserwator meczu Alojzy Jarguz wystawił sędziemu za spotkanie notę 8/10 i nie stwierdził żadnego błędu Kowalczyka. Polski Związek Piłki Nożnej ukarał Kowalczyka trzymiesięcznym zakazem sędziowania. Wydział Dyscypliny związku orzekł, że Kowalczyk podczas spotkania popełnił szesnaście rażących błędów. Aluminium bezskutecznie domagało się powtórzenia meczu, zwracając się w tej kwestii do prezydenta Aleksandra Kwaśniewskiego i ministra sportu Jacka Dębskiego.
W książce „Spowiedź Fryzjera” do ustawienia meczu przyznał się Ryszard Forbrich. Podczas zeznań w prokuraturze w 2009 roku wersję tę potwierdził Paweł Kryszałowicz dodając, iż sędzia został przekupiony kwotą 150 tysięcy złotych.
Za triumf w Pucharze Polski Amica otrzymała nagrodę finansową w wysokości pół miliona złotych.